# José Carlos Muñoz
 José Carlos Muñoz Mejía (Valledupar, Cesar, Colombia; 15 de enero de 1994) es un futbolista colombiano. Juega de centrocampista y su actual equipo es el Alianza FC de la Categoría Primera A de Colombia.

## Estadísticas

### Clubes
- Actualizado hasta el 8 de octubre de 2022.

| Valledupar · Colombia | 2.ª                 | 2012                | 13  | 0  | 3  | 0 | - | - | 16  | 0  | 0,00 |
| Valledupar · Colombia | 2.ª                 | 2013                | 33  | 5  | 4  | 0 | - | - | 37  | 5  | 0,13 |
| Valledupar · Colombia | 2.ª                 | 2014                | 29  | 6  | 9  | 1 | - | - | 38  | 7  | 0,18 |
| Valledupar · Colombia | 2.ª                 | 2015                | 25  | 6  | 1  | 0 | - | - | 26  | 1  | 0,03 |
| Valledupar · Colombia | Total club          | Total club          | 100 | 17 | 17 | 1 | - | - | 117 | 18 | 0,15 |
| Unión Magdalena · Colombia | 2.ª                 | 2016                | 18  | 2  | 3  | 0 | - | - | 21  | 2  | 0,09 |
| Unión Magdalena · Colombia | Total club          | Total club          | 18  | 2  | 3  | 0 | - | - | 21  | 2  | 0,09 |
| Boyacá Chicó · Colombia | 1.ª                 | A-2018              | 4   | 0  | 1  | 0 | - | - | 5   | 0  | 0,00 |
| Boyacá Chicó · Colombia | 1.ª                 | F-2018              | 3   | 0  | 0  | 0 | - | - | 3   | 0  | 0,00 |
| Boyacá Chicó · Colombia | Total club          | Total club          | 7   | 0  | 1  | 0 | - | - | 8   | 0  | 0,00 |
| Leones · Colombia | 2.ª                 | 2019                | 20  | 4  | 2  | 0 | - | - | 22  | 4  | 0,18 |
| Leones · Colombia | 2.ª                 | 2020                | 2   | 0  | 1  | 0 | - | - | 3   | 0  | 0,00 |
| Leones · Colombia | Total club          | Total club          | 22  | 4  | 3  | 0 | - | - | 25  | 4  | 0,16 |
| Cortuluá · Colombia | 2.ª                 | 2019                | 21  | 5  | 0  | 0 | - | - | 21  | 5  | 0,23 |
| Cortuluá · Colombia | 2.ª                 | 2020                | 7   | 1  | 1  | 0 | - | - | 8   | 1  | 0,12 |
| Cortuluá · Colombia | Total club          | Total club          | 28  | 6  | 1  | 0 | - | - | 29  | 6  | 0,20 |
| Técnico Universitario · Ecuador | 1.ª                 | 2020                | 14  | 1  | -  | - | - | - | 14  | 1  | 0,07 |
| Técnico Universitario · Ecuador | Total club          | Total club          | 14  | 1  | -  | - | - | - | 14  | 1  | 0,07 |
| Junior · Colombia | 1.ª                 | A-2021              | 0   | 0  | 0  | 0 | 0 | 0 | 0   | 0  | 0,00 |
| Junior · Colombia | 1.ª                 | F-2021              | 7   | 0  | 0  | 0 | 0 | 0 | 7   | 0  | 0,00 |
| Junior · Colombia | Total club          | Total club          | 7   | 0  | 0  | 0 | 0 | 0 | 7   | 0  | 0,00 |
| Agropecuario Argentina | 2.ª                 | 2022                | 14  | 0  | 1  | 1 | - | - | 15  | 1  | 0,06 |
| Agropecuario Argentina | Total club          | Total club          | 14  | 0  | 1  | 1 | - | - | 15  | 1  | 0,06 |
| Total en su carrera | Total en su carrera | Total en su carrera | 210 | 30 | 26 | 2 | 0 | 0 | 236 | 32 | 0,13 |
| (1) Las copas nacionales se refiere a la Copa Colombia y a la Copa Argentina. (2) Las copas internacionales se refiere a la Copa Libertadores y a la Copa Sudamericana. (3) Media de goles por encuentro. No incluye goles en partidos amistosos. |                     |                     |     |    |    |   |   |   |     |    |      |